# Graceville Historical Marker
Le Graceville Historical Marker est un monument à Graceville, dans le Minnesota, aux États-Unis. Construit en 1940-1941 dans le style rustique du National Park Service, ce monument en granit est porteur d'une plaque commémorative sur l'histoire de la ville. Il est inscrit au Registre national des lieux historiques depuis le 15 décembre 2004.